# عثمان سيديبي
عثمان سيديبي (بالفرنسية: Ousmane Sidibé)‏ (23 أبريل 1985 بباريس في فرنسا - ) هو لاعب كرة قدم غيني في مركز الدفاع. شارك مع منتخب غينيا لكرة القدم. أما مع النوادي، فقد لعب مع نادي أورليانز ونادي باريس ونادي كان وVillemomble Sports ‏ وFCM Aubervilliers ‏ وFC Les Lilas ‏ وأولمبيك نوازي لو سيك ‏.

## وصلات خارجية
- عثمان سيديبي على موقع رابطة كرة القدم الفرنسية للمحترفين (الإنجليزية)
- عثمان سيديبي على موقع قاعدة بيانات كرة القدم.إي يو (الإنجليزية)
- عثمان سيديبي على موقع ناشيونال فوتبول تيمز (الإنجليزية)
- عثمان سيديبي على موقع Soccerway.com (الإنجليزية)